# خماسي كلوريد الفسفور
خماسي كلوريد الفوسفور هو مركب كيميائي ينتمي إلى هاليدات الفوسفور، صيغته PCl5، ويوجد على شكل صلب بلوري ذي لون أبيض مصفر.

## التحضير
يحضر المركب من أكسدة ثلاثي أكسيد الفوسفور بغاز الكلور:
{\displaystyle \mathrm {PCl_{3}\ +Cl_{2}\ \rightleftharpoons \ PCl_{5}} }
يوجد هذا التفاعل في حالة توازن كيميائي، وعند درجة حرارة تبلغ 180 °س تكون نسبة التفكك حوالي 40%؛ ويجرى هذا التفاعل صناعياً في مفاعلات مبطنة بالرصاص حيث تدخل المفاعلات بتيار معاكس.

## الخواص
يوجد المركب في الشروط القياسية على شكل صلب بلوري ذي لون أبيض مصفر، ويكون للفوسفور في هذا المركب في حالة أكسدة مقدارها +5، وله بنية جزيئية هرمية مزدوجة ثلاثية، تحتل فيها ثلاث روابط المستوى الأفقي، وتسمى روابط استوائية، في حين تكون الرابطتان المتبقيتان عموديتين على المستوى الأفقي، وتسمى روابط محورية. يكون طول الرابطة P−Cl في الروابط الاستوائية (202 بيكومتر) أقصر منها في المحورية (214 بيكومتر). يتبع خماسي كلوريد الفوسفور هذه البنية حتى في المذيبات اللاقطبية مثل ثنائي كبريتيد الكربون CS2 ورباعي كلوريد الكربون CCl4.
يتحلل خماسي كلوريد الفوسفور عند التماس مع الماء بتفاعل حلمهة كامل ليعطي حمض الهيدروكلوريك وحمض الفوسفوريك:
{\displaystyle \mathrm {\ PCl_{5}\ +\ 4\ H_{2}O\ \longrightarrow \ \ H_{3}PO_{4}\ +\ 5\ HCl} }
يتشكل كلوريد الفوسفوريل مركباً وسطياً في تفاعل الحلمهة.

## الاستخدامات
يستخدم هذا المركب في المختبرات الكيميائية في عملية كلورة المركبات العضوية، فعلى سبيل المثال يعطي تفاعل خماسي كلوريد الفوسفور مع الأحماض الكربوكسيلية مركبات كلوريد الأسيل الموافقة. ويمكن أن تتم عملية الكلورة وفق آلية التفاعل التالية: